# Duomyia spinifemorata
Duomyia spinifemorata är en tvåvingeart som beskrevs av Malloch 1929. Duomyia spinifemorata ingår i släktet Duomyia och familjen bredmunsflugor. Inga underarter finns listade i Catalogue of Life.